# Strzałkowo (województwo mazowieckie)
Strzałkowo – wieś sołecka w Polsce położona w województwie mazowieckim, w powiecie mławskim, w gminie Stupsk.
Wierni Kościoła rzymskokatolickiego należą do parafii św. Wojciecha w Stupsku.
W latach 1975–1998 miejscowość położona była w województwie ciechanowskim.

## Zabytki
- Na zachód od stawów zachowały się ślady wału zamkowego.